# サンティアゴ・ロドリゲス (サッカー選手)
サンティアゴ・マリアーノ・ロドリゲス・モリーナ（Santiago Mariano Rodríguez Molina , 2000年1月8日 - ）は、ウルグアイ・モンテビデオ県モンテビデオ出身のプロサッカー選手。カンピオナート・ブラジレイロ・セリエAのボタフォゴFRに所属している。ポジションはMF。

## 来歴
2019年シーズンにナシオナルのトップチームに昇格。2月27日のモンテビデオ・ワンダラーズ戦でプロデビュー。3月25日のクラブ・プラサ・デ・デポルテス・コロニア戦で、プロ初ゴールを記録。プロ1年目のシーズンは22試合6ゴールを記録。2020年1月には、メジャーリーグサッカーのアトランタ・ユナイテッドFCからの関心が報じられた。
2021年6月9日、ニューヨーク・シティFCに期限付き移籍。2023年3月に完全移籍となり、5年契約を結んだ。

## 代表経歴
2017年にU-17のウルグアイ代表として南米U-17選手権に出場。2019年は2019 FIFA U-20ワールドカップに出場。2020年はCONMEBOLプレオリンピック大会にU-23代表で出場。決勝リーグでブラジル、アルゼンチンの前に屈した。

## タイトル

### クラブ
ナシオナルU-20
- U-20 コパ・リベルタドーレス：2018

ナシオナル
- プリメーラ・ディビシオン：2019, 2020
- スーペルコパ・ウルグアージャ：2019

ニューヨーク・シティFC
- MLSカップ：2021